# Elizabeth F. Churchill

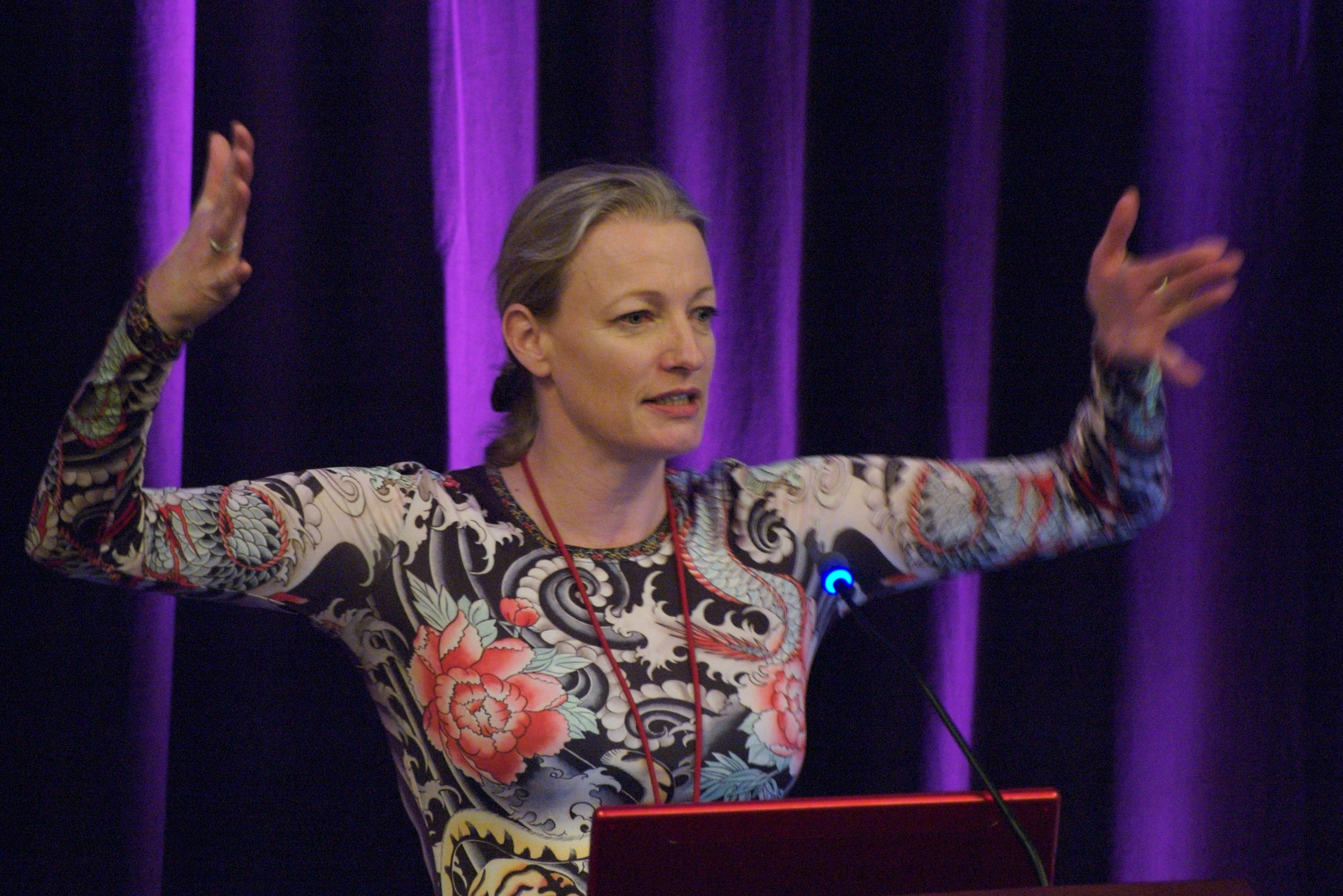
Elizabeth Churchill

Elizabeth Frances Churchill (* 1962 in Kalkutta, Indien) ist eine britisch-amerikanische Psychologin, die sich auf Mensch-Computer-Interaktion (HCI) und Social Computing spezialisiert hat. Sie ist Direktorin für User Experience bei Google und Vizepräsidentin des ACM.

## Biografie
Churchill, in Kalkutta geboren, zog in ihrer frühen Kindheit nach Newcastle upon Tyne. Sie erwarb einen Bachelor-of-Science-Abschluss in experimenteller Psychologie und einen Master of Science in wissensbasierten Systemen an der University of Sussex in Großbritannien, wo sie an Soar-Simulationen arbeitete. Ihren Doktortitel schloss sie 1993 an der University of Cambridge ab.

### Karriere und Forschung
Nach ihrer Promotion kam sie als Post-Doktorandin an die University of Nottingham. 1997 zog sie nach Kalifornien, Vereinigte Staaten, um sich FXPAL anzuschließen, wo sie deren Social Computing Group gründete und leitete. Im Jahr 2004 trat Churchill dem Palo Alto Research Center (PARC) bei. Sie kam 2006 als leitende Forschungswissenschaftlerin zu Yahoo, wo sie die Internet Experiences Group in der Abteilung Mikroökonomie und Sozialsysteme gründete und leitete. Ihre Gruppe sowie Forschung war multidisziplinär und befasste sich mit der Schnittmenge von Informatik, kognitiver und sozialer Psychologie, Designwissenschaft, Neurowissenschaft, Analytik und Anthropologie. Zuvor war sie Direktorin für Mensch-Computer-Interaktion bei eBay Research Labs in San Jose, Kalifornien. Derzeit ist sie Direktorin für User Experience bei Google in Mountain View, CA. Im Jahr 2009 wurde sie in einer gemeinsamen Abstimmung mit Gerrit van der Veer, dem Präsidenten von SIGCHI, zur stellvertretenden Generaldirektorin von ACM SIGCHI gewählt.
Churchill ist bekannt für ihre Arbeit über „Embodied Conversational Agents“, einem Bereich der HCI, in dem computergenerierte Embodied Agents zusammen mit einem Modell für Gestik und Gesichtsausdruck verwendet werden, um eine persönliche Sprachkommunikation mit Menschen zu ermöglichen und ist Mitherausgeberin eines gleichnamigen Buches. Sie ist auch für ihre Arbeit an öffentlichen Displays und Installationen bekannt. Im Jahr 2011 gab sie gemeinsam mit Shaowen Bardzell an der Indiana University Bloomington eine Sonderausgabe der Zeitschrift zum Thema Feminismus und HCI heraus.
Churchill hat den Vorsitz und die Leitung des technischen Programms bei mehreren Spitzenkonferenzen übernommen und veröffentlicht regelmäßig in hochrangigen akademischen Zeitschriften und auf Konferenzen in den Bereichen Informatik, Mensch-Computer-Interaktion, Soziologie und verwandten Gebieten. Ihre Arbeit ist in verschiedenen Zeitungen und Zeitschriften auf der ganzen Welt erschienen, darunter Scientific American und SFGate.

### Auszeichnungen und Ehrungen
Churchill wurde 2019 zum Fellow der Association for Computing Machinery (ACM) für „Beiträge zur Mensch-Computer-Interaktion und zum Dienst an der ACM“ gewählt.